# Václav Führich
Václav (Wenzel Ambros) Führich (* 27. srpna 1768 Chrastava - 2. listopadu 1836 tamtéž) byl mědirytec, kreslíř a malíř, otec Josefa Führicha.

## Život
Wenzel Führich byl občanem Chrastavy a jeho dům je nyní pobočkou Městského muzea. Původně se vyučil jako krejčí a s malířským uměním se seznamoval v 80. letech během cest do Drážďan a Pirny. V drážďanské galerii si pořizoval vlastní kopie obrazů. V 90. letech spolupracoval s dekoratérem Reilichem a roku 1798 se oženil s jeho dcerou, Johannou Josefou Margarethe Reilich. Z jejich dvanácti dětí se dožil dospělosti pouze Josef Führich a dcera Marie. Kromě Reilicha se Wenzel Führich stýkal s chrastavskou uměleckou rodinou Kandlerů. Rodina Führichů byla hluboce věřící a zbožnost a blízký vztah k přírodě silně ovlivnily také zaměření tvorby Josefa Führicha.

## Dílo
Führich byl všestranným malířem, který se vyškolil zejména při kopírování vynikajících starých mistrů. Živobytí mu zajišťovaly zakázky pro městské i venkovské interiéry a oltářní obrazy do kostelů. Úroveň jeho prací se liší podle zadání a sahá od amatérských kopií až po dobře řemeslně zvládnuté vlastní kompozice, vyznačující se pozoruhodným poetickým zabarvením.
Jeho díla zahrnují široké spektrum od malovaných plechových křížů a madon a zbožných domácích obrázků přes vlajky a transparenty, obrazové desky pro vložení do Božího oka ve štítu domu, malby na skle, ozdobná čísla, vzory uren a dekorace hrobů, architektonické návrhy (oltáře, kazatelny, ale také iluzivní architektura), výkresy pro umělecké řemeslné práce (pece, profily pro zedníky a tesaře, kabinetní hodiny, rámy, výšivky a tiskové vzory pro tkaniny, plechovky na tabák, nábytek, rakve, váhy) až po divadelní kulisy a nástěnné dekorace.
Kolem roku 1800 se Wenzel Führich naučil mědirytu a grafické práce byly pro něj v následujících letech důležitým zdrojem obživy. Ilustroval několik ročníků časopisu Privilegirtes Zittauisches Historisch-Topographisch-Biographisch-Monatliches Tage-Buch, vydávaného v hornolužické Žitavě (Zittau). Řada jeho grafik byla vydána jako samostatné listy. Jsou na nich portréty slavných osobností a také mědiryty zhotovené podle kreseb exotických měst nebo např. moravských krojů.
Dalším tématem, kterému se W. Führich soustavně věnoval, byly kresby architektur. Projevil zde dobré znalosti historie a teorie architektury, přesnost při zakreslení stavebních prvků a také značnou invenci v kresbách idealizovaných architektur - mostů, pyramid nebo gotických staveb.

### Zastoupení ve sbírkách
- Oblastní galerie Liberec